# 武藤千春
武藤 千春（むとう ちはる、1995年4月3日 - ）は、日本の実業家、歌手。ファッションブランド「BLIXZY」のクリエイティブ・ディレクター。Flower、E-girlsの元メンバー。

## 略歴
EXPG東京校に通っていた。
2011年、「VOCAL BATTLE AUDITION 3」のボーカル部門に合格し、Flower、E-girlsに加入する。
2014年10月12日、海外留学のためFlower、E-girlsを脱退することを発表。同年10月26日、京セラドーム大阪で行われたEXILE TRIBEのライブがE-girlsとして最後の活動となった。同年11月13日、池袋サンシャインシティで行われたシングル「秋風のアンサー」の発売記念イベントがFlowerとして最後の活動となった。

### グループ脱退後
2015年2月16日、自身のファッションブランド「BLIXZY（ブライジー）」の設立を発表。クリエイティブディレクターを務め、ブランドの企画・デザイン・モデル・プロモーションなどトータルプロデュースを行う。
2017年8月16日、初のソロ作品となるシングル「Nobody Like You」をBLIXZY原宿店舗で販売。約3年ぶりとなった歌手活動だが、以後活動する意志が全くない旨をブログで伝えた。
2020年10月17日、千原徹也とFPMの田中知之による音楽ユニット「トーキョーベートーヴェン」とのコラボ曲、「揺れてたブランコ」をリリース。
2019年末以降、長野にゆかりのあった祖母の家探しに付き添ったことをきっかけとして長野県小諸市にも生活拠点を有するようになる。2021年春には60平方メートル程の耕作放棄地を借りて野菜の育成をはじめた。それまで畑に入ったこともなくスーパーで売っている野菜しか知らない状況だったが試行錯誤を繰り返して手ごたえを感じるようになり、1000平方メートルの畑を借りて40種もの野菜を育てるようになっただけでなく、2022年からは2000平方メートル以上にもなる耕作放棄地をワイン用ブドウ畑にするプロジェクトを実行するようになった。こういった活動が評価され、2022年から小諸市で地元農産品のブランド化や若者に農業を知ってもらう役目を持つ農ライフアンバサダーを務めるようになった。
プラスプラス所属。

## 作品

### 参加作品
- BREATHE「LOVE OR LUST」（2013年3月13日）[10]

### シングル（インディーズ）
- Nobody Like You（2017年8月16日）

## 出演

### テレビ
- SBCスペシャル （2022年6月29日、信越放送）[11]

### 映画
- ランウェイ☆ビート（2011年3月19日、松竹） [12]

### ラジオ
- ZAPPA（2018年10月 - 2020年3月、J-WAVE）